# مارك ويستون
مارك ويستون (بالإنجليزية: Mark Weston)‏ هو صحفي أمريكي، ولد في 26 يوليو 1953.